# Gigney
Gigney – miejscowość i gmina we Francji, w regionie Grand Est, w departamencie Wogezy.
Według danych na rok 1990 gminę zamieszkiwały 82 osoby, a gęstość zaludnienia wynosiła 16 osób/km² (wśród 2335 gmin Lotaryngii Gigney plasuje się na 963. miejscu pod względem liczby ludności, natomiast pod względem powierzchni na miejscu 999.).